# Bloc culturel du désert occidental

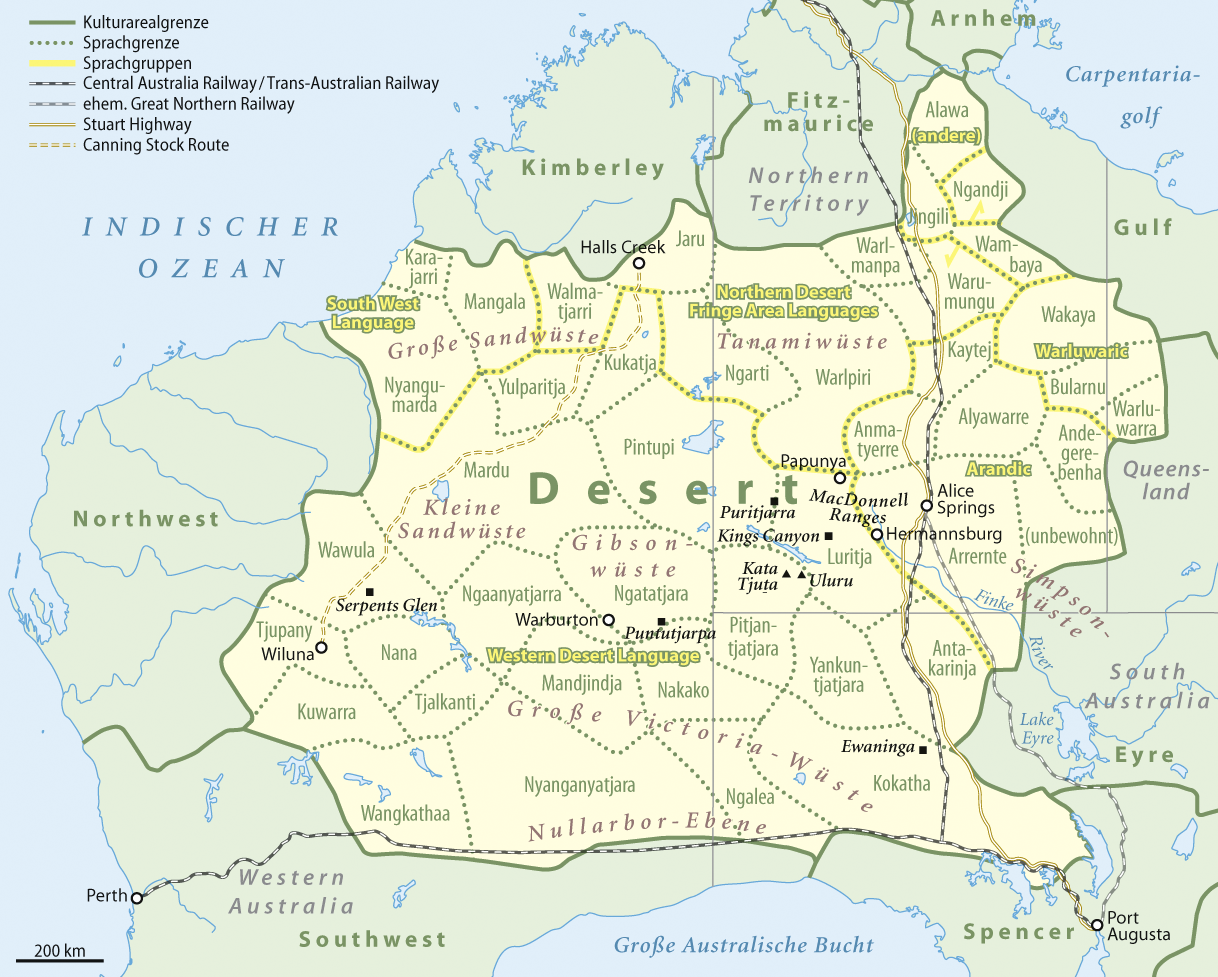
désert occidental

Le bloc de désert culturel occidental ou tout simplement le désert occidental est une région culturelle australienne couvrant environ 600 000 kilomètres carrés, couvrant le désert de Gibson, le Grand désert de Victoria, le Grand et la Petit déserts de sable répartis sur le Territoire du Nord, l'Australie-Méridionale et l'Australie-Occidentale. On peut considérer qu'il s'étend de la plaine de Nullarbor au sud à la région de Kimberley dans le nord, et des lacs Percival à l'ouest aux terres Pintupi dans le Territoire du Nord.
Ce terme est souvent utilisé par les anthropologues et les linguistes lors de l'examen des 40 et quelques groupes autochtones qui y vivent, qui parlent des dialectes d'une même langue, souvent appelée la langue du désert occidental.
En dehors de la Canning Stock Route et de la Rabbit-proof fence, les contacts avec les Blancs dans cette partie de l'Australie ont été très rares jusque dans les années 1960.

## Groupes dialectaux
- Antekarinja
- Kukatja
- Luritja
- Mandjildjara
- Martu (en)
- Ngaatjatjarra
- Ngaanyatjarra
- Nyanganyatjarra
- Pitjantjatjara
- Pintupi
- Spinifex people
- Wangkatha (en)
- Yankunytjatjara

## Pour approfondir le sujet
- Ronald Berndt (1959). The concept of 'The Tribe' in the Western Desert of Australia, Oceania, 30(2): 81-107.
- S. Davenport, P. Johnson, P et Yuwali, Cleared Out: First Contact in the Western Desert, Aboriginal Studies Press, 2005  (ISBN 0-85575-457-5)
- Laurent Dusset (2005). Assimilating Identities: Social Networks and the Diffusion of Sections. Sydney: Oceania Publications, Monograph 57.
- Margaret Morgan (1999). Mt Margaret: A Drop in a Bucket. Lawson, NSW: Mission Publications of Australia  (ISBN 9780646342207) (out of print).
- Harrington-Smith on behalf of the Wongatha People v State of Western Australia (No 9) Page 4 of 112 http://www.austlii.edu.au/au/cases/cth/federal_ct/2007/31.html 5/17/2007